# Emilio Arrieta
Emilio Arrieta, all'anagrafe Pascual Juan Emilio Arrieta y Corera (Puente la Reina, 21 ottobre 1823 – Madrid, 11 febbraio 1894), è stato un compositore spagnolo di opere e di zarzuelas, fra i più noti del suo tempo.

## Biografia ed opera

### Gli inizi
Figlio di agiati possidenti terrieri, si trasferì tredicenne a Madrid dalla natia Navarra per iscriversi presso il locale conservatorio di musica, il Conservatorio Reale di Madrid. Nel 1839 si stabilì con sua sorella in Italia, a Milano, dove ebbe modo di perfezionarsi prima privatamente, con i maestri Mandancini e Perelli, poi presso il Conservatorio della capitale lombarda, dove restò fino al 1846. Ebbe fra i suoi insegnanti il celebre compositore Nicola Vaccaj. La sua prima opera, Ildegonda, su libretto di Temistocle Solera tratto dalla novella omonima di Tommaso Grossi, fu rappresentata nel 1845 nella città meneghina con l'orchestra e i cantanti del Conservatorio ed ottenne il primo premio di un concorso istituito dal Teatro alla Scala di Milano.
Rientrato in Spagna, ebbe un notevole successo con i melodrammi La conquista de Granada, rappresentato a Madrid (Teatro del Real Palacio) nel 1850 e Pergolesi, presentato per la prima volta al pubblico madrilegno nel 1851. In quello stesso anno, in Italia, con l'appoggio dei suoi ex-insegnanti, i maestri Mandancini e Perelli, riuscì a far mettere in scena l'Ildegonda in alcune importanti piazze operistiche, fra cui Milano e Genova.

### Il successo
Negli anni cinquanta e sessanta dell'Ottocento si dedicò, nel proprio Paese, alla composizione di zarzuelas, fra cui ebbe un grande successo, di critica e di pubblico, El dominó azul (1853). Anche Marina, unanimemente ritenuto il suo capolavoro, fu rappresentato per la prima volta sotto forma di zarzuela presso il Teatro del Circo de Madrid (1855). La pièce fu accolta tiepidamente dal pubblico e dalla critica del tempo e venne presto dimenticata, messa in ombra da alcune zarzuelas di successo che Arrieta compose negli anni immediatamente successivi, fra cui El planeta Venus (1858), La vuelta del corsario (1861) e Llamda y tropa (1861). Nel 1870, su insistenza di un suo amico, il celebre tenore italiano Enrico Tamberlick, Arrieta riprese la partitura di Marina, operando un profondo rifacimento e conferendole connotazioni squisitamente operistiche, con un taglio italianizzante che piacque al pubblico. Suoi modelli furono soprattutto Donizetti e Verdi; alcune parti del melodramma si ispirano alla trilogia verdiana, altre alla produzione donizettiana (fra queste la scena finale, che presenta molte rassomiglianze con la scena della pazzia della Lucia di Lammermoor). L'opera, rappresentata il 16 marzo 1871 al Teatro Real de Madrid (interpretata, fra gli altri, dallo stesso Tamberlick) riscosse un notevole successo, entrando stabilmente a far parte del repertorio lirico spagnolo.

### Gli ultimi anni
Fin dal 1857 Arrieta fu chiamato ad insegnare composizione presso il Conservatorio di Madrid. Dieci anni più tardi assunse la direzione del celebre Istituto (1867) e conservò tale incarico fino alla morte (1894). Dopo Marina compose soprattutto zarzuelas, fra cui ebbe particolare successo La guerra santa (1879). Gli ultimi anni della sua esistenza furono tuttavia rattristati dalle aspre critiche, cui fu oggetto da parte di alcuni compositori spagnoli del tempo, fra cui il celebre Francisco Asenjo Barbieri, per il suo modo autoritario e personalistico di dirigere il Conservatorio di Madrid.

## Personalità artistica
Arrieta ebbe una formazione musicale prettamente italiana e fu influenzato, oltre che dai suoi insegnanti del Conservatorio di Milano, fra cui i già citati Mandancini e Vaccai, anche da quelli che, nell'Italia della prima metà degli anni quaranta dell'Ottocento, erano i più noti e quotati operisti in attività: Gaetano Donizetti e, a partire dal 1842, (première del Nabucco), Giuseppe Verdi.
L'influenza di entrambi i compositori fu particolarmente evidente nell'opera Marina, come si è avuto già modo di sottolineare, ma anche in molte zarzuelas ed opere minori. Lo stesso Isaac Albéniz, ebbe a dire in un'occasione che le composizioni di Arrieta non avevano «neppure una semicroma che fosse spagnola».
Arrieta fu anche uno dei grandi creatori della zarzuela moderna. Inizialmente il compositore la riteneva una forma di spettacolo di categoria inferiore rispetto all'opera. Solo nel 1853, con El dominó azul iniziò ad accostarsi alla zarzuela, apportandovi la propria vena melodica e le proprie tecniche armoniche e strumentali, affinate negli anni milanesi. Grazie ad Arrieta la zarzuela sviluppò, nella seconda metà dell'Ottocento, quella ricchezza orchestrale e quelle connotazioni liriche che avrebbe mantenuto fino ai nostri giorni, avvicinandosi sempre più all'opera e all'operetta e allontanandosi nel contempo da quella forma di teatro ibrido che l'aveva contraddistinta fin dal suo nascere.

## Opere e zarzuelas (selezione)

### Opere
- Ildegonda (1846)
- La Conquista de Granada (1850)
- Pergolesi (1851)
- Marina (Tratta dalla zarzuela omonima) (1871)

### Zarzuelas
- El dominó Azul (1853)
- La estrella de Madrid (1853)
- El grumete (1853)
- La cacería real (1854)
- Guerra a Muerte (1855)
- La dama del Rey (1855)
- Marina (1855)
- La hija de la Providencia (1856)
- El sonámbulo (1856)
- El planeta Venus (1858)
- Azón Visconti (1858)
- Los circasianos (1860)
- La Tabernera de Londres (1862)
- El duende de Madrid (1866)
- El conjuro (1866)
- El Potosí submarino (1870)
- La guerra santa (1879)
- San Francisco de Sena (1883)[2]
- El guerrillero (1885)